# Sabulodes gorgyraria
Sabulodes gorgyraria là một loài bướm đêm trong họ Geometridae.